# T44 RNA
T44是一个細菌小RNA基因家族，长约135到170nt，在许多腸道菌群物种中都有发现，此外在假单胞菌属（Pseudomonas）和柯克斯体属（Coxiella）的成员中也有发现。这一类RNA的功能目前未知。